# Les Bordes (Yonne)
Bordes – miejscowość i gmina we Francji, w regionie Burgundia-Franche-Comté, w departamencie Yonne.
Według danych na rok 1990 gminę zamieszkiwało 426 osób, a gęstość zaludnienia wynosiła 23 osoby/km² (wśród 2044 gmin Burgundii Bordes plasuje się na 509. miejscu pod względem liczby ludności, natomiast pod względem powierzchni na miejscu 503.).